# Freienstein
Freienstein är en ort i kommunen Freienstein-Teufen i kantonen Zürich i Schweiz. Den är kommunens huvudort och ligger cirka 18 kilometer norr om centrala Zürich. Orten har cirka 2 083 invånare (2021).